# 2022-es IIHF divízió II-es jégkorong-világbajnokság
A 2022-es IIHF divízió II-es jégkorong-világbajnokság A csoportjának mérkőzéseit Zágrábban, Horvátországban rendezték április 25. és 30. között. A B csoport mérkőzéseit Reykjavíkban, Izlandon rendezték április 18. és 23. között.
Az előző két kiírás a Covid19-pandémia miatt elmaradt. A csapatok megtartották a pozíciójukat az egyes csoportokban.
A torna befejezését követően az Oroszország és Fehéroroszország főcsoportból történő kizárása miatt a csoportokban korrigálták a létszámot. Az IIHF döntése alapján a torna 5. helyén végzett Izrael és Mexikó nem esett ki, ugyanakkor a második helyeken végzett Hollandia és Grúzia is feljutott.

## A csoport

### Résztvevők
| Csapat        | Kvalifikáció                                      |
| ------------- | ------------------------------------------------- |
| Hollandia     | a 2019-es divízió I/B 6. helyezettje, kiesett.    |
| Horvátország  | Rendező, a 2019-es divízió II/A 2. helyezettje.   |
| Ausztrália    | A 2019-es divízió II/A 3. helyezettje.            |
| Spanyolország | A 2019-es divízió II/A 4. helyezettje.            |
| Kína          | A 2019-es divízió II/A 5. helyezettje.            |
| Izrael        | a 2019-es divízió II/B 1. helyezettje, feljutott. |

### Tabella
| Hely. | Csapat           | M | Gy | HGy | HV | V | G+ | G– | Gk  | P  | Feljutás vagy kiesés       |
| ----- | ---------------- | - | -- | --- | -- | - | -- | -- | --- | -- | -------------------------- |
| 1.    | Kína             | 4 | 4  | 0   | 0  | 0 | 28 | 4  | +24 | 12 | Feljutott a divízió I B-be |
| 2.    | Hollandia        | 4 | 3  | 0   | 0  | 1 | 19 | 10 | +9  | 9  | Feljutott a divízió I B-be |
| 3.    | Horvátország (R) | 4 | 1  | 1   | 0  | 2 | 9  | 12 | −3  | 5  |                            |
| 4.    | Spanyolország    | 4 | 1  | 0   | 1  | 2 | 10 | 12 | −2  | 4  |                            |
| 5.    | Izrael           | 4 | 0  | 0   | 0  | 4 | 4  | 32 | −28 | 0  |                            |
| 6.    | Ausztrália       | 0 | 0  | 0   | 0  | 0 | 0  | 0  | 0   | 0  | Visszalépett               |

1. ↑  Ausztrália 2022. január 22-én visszalépett a Covid19-pandémia miatt.[3]

### Mérkőzések
A mérkőzések kezdési időpontjai helyi idő szerint (UTC+2) értendők.
| 2022. április 25. 16:00 | Hollandia | 5–3 (2–0, 2–1, 1–2) | Spanyolország | Dvorana Velesajam, Zágráb Nézőszám: 10 |

| Jegyzőkönyv | Jegyzőkönyv        | Jegyzőkönyv                       | Jegyzőkönyv               | Jegyzőkönyv                                                               |
| --- | ------------------ | --------------------------------- | ------------------------- | ------------------------------------------------------------------------- |
| | Martijn Oosterwijk | Kapusok                           | Raul Barbo Ignacio García | Játékvezető: Bartosz Kaczmarek Vonalbírók: Barnabás Fényi Tomislav Grozaj |
| \| Van der Schuit (Stempher, Verschuren) – 03:16 \| 1–0 \| \| \| Van der Schuit (Stempher, Verschuren) (PP) – 10:38 \| 2–0 \| \| \| Vogelaar (Verschuren, Van der Schuit) (PP) – 20:34 \| 3–0 \| \| \| Verschuren (Van der Schuit) – 22:22 \| 4–0 \| \| \| \| 4–1 \| 28:03 – Lasuen (Encinar) \| \| \| 4–2 \| 49:43 – Capillas (Baldris) \| \| \| 4–3 \| 50:33 – González (Fernández) (PP) \| \| Collard (Heutmekers, Van Gorp) – 54:52 \| 5–3 \| \| |                    |                                   |                           | Játékvezető: Bartosz Kaczmarek Vonalbírók: Barnabás Fényi Tomislav Grozaj |
| 6 perc | Büntetések         | 6 perc                            |                           | Játékvezető: Bartosz Kaczmarek Vonalbírók: Barnabás Fényi Tomislav Grozaj |
| 23 | Lövések            | 24                                |                           | Játékvezető: Bartosz Kaczmarek Vonalbírók: Barnabás Fényi Tomislav Grozaj |
| Van der Schuit (Stempher, Verschuren) – 03:16 | 1–0                |                                   |                           | Játékvezető: Bartosz Kaczmarek Vonalbírók: Barnabás Fényi Tomislav Grozaj |
| Van der Schuit (Stempher, Verschuren) (PP) – 10:38 | 2–0                |                                   |                           | Játékvezető: Bartosz Kaczmarek Vonalbírók: Barnabás Fényi Tomislav Grozaj |
| Vogelaar (Verschuren, Van der Schuit) (PP) – 20:34 | 3–0                |                                   |                           | Játékvezető: Bartosz Kaczmarek Vonalbírók: Barnabás Fényi Tomislav Grozaj |
| Verschuren (Van der Schuit) – 22:22 | 4–0                |                                   |                           |                                                                           |
| | 4–1                | 28:03 – Lasuen (Encinar)          |                           |                                                                           |
| | 4–2                | 49:43 – Capillas (Baldris)        |                           |                                                                           |
| | 4–3                | 50:33 – González (Fernández) (PP) |                           |                                                                           |
| Collard (Heutmekers, Van Gorp) – 54:52 | 5–3                |                                   |                           |                                                                           |

| 2022. április 25. 19:45 | Izrael | 1–5 (0–1, 0–2, 1–2) | Horvátország | Dvorana Velesajam, Zágráb Nézőszám: 13 |

| Jegyzőkönyv | Jegyzőkönyv | Jegyzőkönyv                          | Jegyzőkönyv    | Jegyzőkönyv                                                              |
| --- | ----------- | ------------------------------------ | -------------- | ------------------------------------------------------------------------ |
| | Nir Tichon  | Kapusok                              | Vilim Rosandić | Játékvezető: Martin Christensen Vonalbírók: Marko Šaković Ľudovít Šoltés |
| \| \| 0–1 \| 05:33 – Bebek (Kramarić, Marinković) \| \| \| 0–2 \| 20:47 – Dobrić (Tadić, Rosandić) \| \| \| 0–3 \| 33:50 – Puzić (Šakić, Smolec) (PP) \| \| \| 0–4 \| 45:12 – Puzić (Fičur, Šakić) \| \| Sherbatov (Ben Tov) – 51:46 \| 1–4 \| \| \| \| 1–5 \| 59:40 – Šakić (Fičur, Smolec) (EN) \| |             |                                      |                | Játékvezető: Martin Christensen Vonalbírók: Marko Šaković Ľudovít Šoltés |
| 8 perc | Büntetések  | 6 perc                               |                | Játékvezető: Martin Christensen Vonalbírók: Marko Šaković Ľudovít Šoltés |
| 22 | Lövések     | 84                                   |                | Játékvezető: Martin Christensen Vonalbírók: Marko Šaković Ľudovít Šoltés |
| | 0–1         | 05:33 – Bebek (Kramarić, Marinković) |                | Játékvezető: Martin Christensen Vonalbírók: Marko Šaković Ľudovít Šoltés |
| | 0–2         | 20:47 – Dobrić (Tadić, Rosandić)     |                | Játékvezető: Martin Christensen Vonalbírók: Marko Šaković Ľudovít Šoltés |
| | 0–3         | 33:50 – Puzić (Šakić, Smolec) (PP)   |                | Játékvezető: Martin Christensen Vonalbírók: Marko Šaković Ľudovít Šoltés |
| | 0–4         | 45:12 – Puzić (Fičur, Šakić)         |                |                                                                          |
| Sherbatov (Ben Tov) – 51:46 | 1–4         |                                      |                |                                                                          |
| | 1–5         | 59:40 – Šakić (Fičur, Smolec) (EN)   |                |                                                                          |

| 2022. április 26. 17:00 | Kína | 14–1 (4–0, 5–0, 5–1) | Izrael | Dvorana Velesajam, Zágráb Nézőszám: 15 |

| Jegyzőkönyv | Jegyzőkönyv  | Jegyzőkönyv     | Jegyzőkönyv         | Jegyzőkönyv                                                           |
| --- | ------------ | --------------- | ------------------- | --------------------------------------------------------------------- |
| | Yongli Ouban | Kapusok         | Yehonatan Reisinger | Játékvezető: Vitalijus Sevruk Vonalbírók: Anže Bergant Fényi Barnabás |
| \| Fu S. (Fu J., Luo) – 02:56 \| 1–0 \| \| \| Fu S. (Jieke) – 03:49 \| 2–0 \| \| \| Ruian (Ye, Fu J.) (PP) – 09:07 \| 3–0 \| \| \| Fu J. (Fu S., Luo) – 15:30 \| 4–0 \| \| \| Fu S. (Fu J., Jieke) – 25:01 \| 5–0 \| \| \| Yan J. (Chen) – 28:55 \| 6–0 \| \| \| Yan J. (Guo, Liu) – 29:44 \| 7–0 \| \| \| Jieke (Wang) – 32:09 \| 8–0 \| \| \| Jian (Zhang, Yuan) – 32:28 \| 9–0 \| \| \| Luo (Fu S., Zheng) – 45:15 \| 10–0 \| \| \| Shen (Wang, Ye) – 52:17 \| 11–0 \| \| \| \| 11–1 \| 53:20 – Spektor \| \| Yan J. (Guo) – 55:06 \| 12–1 \| \| \| Luo (Fu J., Fu S.) – 58:29 \| 13–1 \| \| \| Yan J. (Yuan) – 59:07 \| 14–1 \| \| |              |                 |                     | Játékvezető: Vitalijus Sevruk Vonalbírók: Anže Bergant Fényi Barnabás |
| 6 perc | Büntetések   | 4 perc          |                     | Játékvezető: Vitalijus Sevruk Vonalbírók: Anže Bergant Fényi Barnabás |
| 56 | Lövések      | 18              |                     | Játékvezető: Vitalijus Sevruk Vonalbírók: Anže Bergant Fényi Barnabás |
| Fu S. (Fu J., Luo) – 02:56 | 1–0          |                 |                     | Játékvezető: Vitalijus Sevruk Vonalbírók: Anže Bergant Fényi Barnabás |
| Fu S. (Jieke) – 03:49 | 2–0          |                 |                     | Játékvezető: Vitalijus Sevruk Vonalbírók: Anže Bergant Fényi Barnabás |
| Ruian (Ye, Fu J.) (PP) – 09:07 | 3–0          |                 |                     | Játékvezető: Vitalijus Sevruk Vonalbírók: Anže Bergant Fényi Barnabás |
| Fu J. (Fu S., Luo) – 15:30 | 4–0          |                 |                     |                                                                       |
| Fu S. (Fu J., Jieke) – 25:01 | 5–0          |                 |                     |                                                                       |
| Yan J. (Chen) – 28:55 | 6–0          |                 |                     |                                                                       |
| Yan J. (Guo, Liu) – 29:44 | 7–0          |                 |                     |                                                                       |
| Jieke (Wang) – 32:09 | 8–0          |                 |                     |                                                                       |
| Jian (Zhang, Yuan) – 32:28 | 9–0          |                 |                     |                                                                       |
| Luo (Fu S., Zheng) – 45:15 | 10–0         |                 |                     |                                                                       |
| Shen (Wang, Ye) – 52:17 | 11–0         |                 |                     |                                                                       |
| | 11–1         | 53:20 – Spektor |                     |                                                                       |
| Yan J. (Guo) – 55:06 | 12–1         |                 |                     |                                                                       |
| Luo (Fu J., Fu S.) – 58:29 | 13–1         |                 |                     |                                                                       |
| Yan J. (Yuan) – 59:07 | 14–1         |                 |                     |                                                                       |

| 2022. április 27. 16:00 | Kína | 5–1 (2–0, 1–1, 2–0) | Hollandia | Dvorana Velesajam, Zágráb Nézőszám: 10 |

| Jegyzőkönyv | Jegyzőkönyv  | Jegyzőkönyv                                      | Jegyzőkönyv       | Jegyzőkönyv                                                              |
| --- | ------------ | ------------------------------------------------ | ----------------- | ------------------------------------------------------------------------ |
| | Yongli Ouban | Kapusok                                          | Ruud Leeuwesteijn | Játékvezető: Martin Christensen Vonalbírók: Marko Šaković Ľudovít Šoltés |
| \| Jian (Fu S., Jieke) – 17:43 \| 1–0 \| \| \| Shen (Ruian, Wang) – 19:50 \| 2–0 \| \| \| Ye (Wang, Jieke) – 25:02 \| 3–0 \| \| \| \| 3–1 \| 36:17 – Verschuren (Muller, Van der Schuit) (PP) \| \| Wang (Ruian) – 46:36 \| 4–1 \| \| \| Fu S. (Fu J.) – 57:04 \| 5–1 \| \| |              |                                                  |                   | Játékvezető: Martin Christensen Vonalbírók: Marko Šaković Ľudovít Šoltés |
| 6 perc | Büntetések   | 8 perc                                           |                   | Játékvezető: Martin Christensen Vonalbírók: Marko Šaković Ľudovít Šoltés |
| 52 | Lövések      | 17                                               |                   | Játékvezető: Martin Christensen Vonalbírók: Marko Šaković Ľudovít Šoltés |
| Jian (Fu S., Jieke) – 17:43 | 1–0          |                                                  |                   | Játékvezető: Martin Christensen Vonalbírók: Marko Šaković Ľudovít Šoltés |
| Shen (Ruian, Wang) – 19:50 | 2–0          |                                                  |                   | Játékvezető: Martin Christensen Vonalbírók: Marko Šaković Ľudovít Šoltés |
| Ye (Wang, Jieke) – 25:02 | 3–0          |                                                  |                   | Játékvezető: Martin Christensen Vonalbírók: Marko Šaković Ľudovít Šoltés |
| | 3–1          | 36:17 – Verschuren (Muller, Van der Schuit) (PP) |                   |                                                                          |
| Wang (Ruian) – 46:36 | 4–1          |                                                  |                   |                                                                          |
| Fu S. (Fu J.) – 57:04 | 5–1          |                                                  |                   |                                                                          |

| 2022. április 27. 19:45 | Horvátország | 1–0 (sz.) (0–0, 0–0, 0–0) (h.u.: 0–0) (sz.: 1–0) | Spanyolország | Dvorana Velesajam, Zágráb Nézőszám: 14 |

| Jegyzőkönyv                                   | Jegyzőkönyv    | Jegyzőkönyv                                                    | Jegyzőkönyv    | Jegyzőkönyv                                                            |
| --------------------------------------------- | -------------- | -------------------------------------------------------------- | -------------- | ---------------------------------------------------------------------- |
|                                               | Vilim Rosandić | Kapusok                                                        | Ignacio García | Játékvezető: Vitalijus Sevruk Vonalbírók: Anže Bergant Tomislav Grozaj |
|                                               |                |                                                                |                | Játékvezető: Vitalijus Sevruk Vonalbírók: Anže Bergant Tomislav Grozaj |
| Kanaet Dobrić Smolec Fičur Jarčov Puzić Šakić | Szétlövés      | Granell Capillas Cerdà Mendizábal Carbonell Granell Mendizábal |                | Játékvezető: Vitalijus Sevruk Vonalbírók: Anže Bergant Tomislav Grozaj |
| 8 perc                                        | Büntetések     | 8 perc                                                         |                | Játékvezető: Vitalijus Sevruk Vonalbírók: Anže Bergant Tomislav Grozaj |
| 35                                            | Lövések        | 31                                                             |                | Játékvezető: Vitalijus Sevruk Vonalbírók: Anže Bergant Tomislav Grozaj |

| 2022. április 28. 19:45 | Izrael | 0–7 (0–1, 0–3, 0–3) | Hollandia | Dvorana Velesajam, Zágráb Nézőszám: 6 |

| Jegyzőkönyv | Jegyzőkönyv | Jegyzőkönyv                                   | Jegyzőkönyv        | Jegyzőkönyv                                                              |
| --- | ----------- | --------------------------------------------- | ------------------ | ------------------------------------------------------------------------ |
| | Nir Tichon  | Kapusok                                       | Martijn Oosterwijk | Játékvezető: Bartosz Kaczmarek Vonalbírók: Tomislav Grozaj Marko Šaković |
| \| \| 0–1 \| 16:38 – Verkiel (Van der Schuit, Stempher) \| \| \| 0–2 \| 20:06 – Stempher (Van der Schuit, Verschuren) \| \| \| 0–3 \| 24:01 – Hofland \| \| \| 0–4 \| 37:16 – Verschuren (Vogelaar, Stempher) (PP) \| \| \| 0–5 \| 47:04 – Heutmekers (Doop, Collard) \| \| \| 0–6 \| 49:37 – Heutmekers (Collard) \| \| \| 0–7 \| 56:50 – Vogelaar (Stempher, Muller) \| |             |                                               |                    | Játékvezető: Bartosz Kaczmarek Vonalbírók: Tomislav Grozaj Marko Šaković |
| 10 perc | Büntetések  | 14 perc                                       |                    | Játékvezető: Bartosz Kaczmarek Vonalbírók: Tomislav Grozaj Marko Šaković |
| 18 | Lövések     | 68                                            |                    | Játékvezető: Bartosz Kaczmarek Vonalbírók: Tomislav Grozaj Marko Šaković |
| | 0–1         | 16:38 – Verkiel (Van der Schuit, Stempher)    |                    | Játékvezető: Bartosz Kaczmarek Vonalbírók: Tomislav Grozaj Marko Šaković |
| | 0–2         | 20:06 – Stempher (Van der Schuit, Verschuren) |                    | Játékvezető: Bartosz Kaczmarek Vonalbírók: Tomislav Grozaj Marko Šaković |
| | 0–3         | 24:01 – Hofland                               |                    | Játékvezető: Bartosz Kaczmarek Vonalbírók: Tomislav Grozaj Marko Šaković |
| | 0–4         | 37:16 – Verschuren (Vogelaar, Stempher) (PP)  |                    |                                                                          |
| | 0–5         | 47:04 – Heutmekers (Doop, Collard)            |                    |                                                                          |
| | 0–6         | 49:37 – Heutmekers (Collard)                  |                    |                                                                          |
| | 0–7         | 56:50 – Vogelaar (Stempher, Muller)           |                    |                                                                          |

| 2022. április 29. 16:00 | Spanyolország | 6–2 (1–0, 4–0, 1–2) | Izrael | Dvorana Velesajam, Zágráb Nézőszám: 9 |

| Jegyzőkönyv | Jegyzőkönyv    | Jegyzőkönyv                                  | Jegyzőkönyv         | Jegyzőkönyv                                                                |
| --- | -------------- | -------------------------------------------- | ------------------- | -------------------------------------------------------------------------- |
| | Ignacio García | Kapusok                                      | Yehonatan Reisinger | Játékvezető: Martin Christensen Vonalbírók: Tomislav Grozaj Ľudovít Šoltés |
| \| Fernández (Torralba, Rubio) – 19:25 \| 1–0 \| \| \| Granell (Baldris, Fuentes) (PP) – 21:42 \| 2–0 \| \| \| Lasuen (Rubio, Torralba) – 26:05 \| 3–0 \| \| \| Carbonell (Cerdà, Baldris) – 28:37 \| 4–0 \| \| \| Carbonell (Cerdà, Baldris) – 30:14 \| 5–0 \| \| \| \| 5–1 \| 40:28 – Milner (Sherbatov, Kozhevnikov) (SH) \| \| Mendizábal (González) – 41:33 \| 6–1 \| \| \| \| 6–2 \| 51:17 – Spektor Sherbatov, Milner) \| |                |                                              |                     | Játékvezető: Martin Christensen Vonalbírók: Tomislav Grozaj Ľudovít Šoltés |
| 4 perc | Büntetések     | 12 perc                                      |                     | Játékvezető: Martin Christensen Vonalbírók: Tomislav Grozaj Ľudovít Šoltés |
| 77 | Lövések        | 9                                            |                     | Játékvezető: Martin Christensen Vonalbírók: Tomislav Grozaj Ľudovít Šoltés |
| Fernández (Torralba, Rubio) – 19:25 | 1–0            |                                              |                     | Játékvezető: Martin Christensen Vonalbírók: Tomislav Grozaj Ľudovít Šoltés |
| Granell (Baldris, Fuentes) (PP) – 21:42 | 2–0            |                                              |                     | Játékvezető: Martin Christensen Vonalbírók: Tomislav Grozaj Ľudovít Šoltés |
| Lasuen (Rubio, Torralba) – 26:05 | 3–0            |                                              |                     | Játékvezető: Martin Christensen Vonalbírók: Tomislav Grozaj Ľudovít Šoltés |
| Carbonell (Cerdà, Baldris) – 28:37 | 4–0            |                                              |                     |                                                                            |
| Carbonell (Cerdà, Baldris) – 30:14 | 5–0            |                                              |                     |                                                                            |
| | 5–1            | 40:28 – Milner (Sherbatov, Kozhevnikov) (SH) |                     |                                                                            |
| Mendizábal (González) – 41:33 | 6–1            |                                              |                     |                                                                            |
| | 6–2            | 51:17 – Spektor Sherbatov, Milner)           |                     |                                                                            |

| 2022. április 29. 19:45 | Horvátország | 1–5 (0–0, 0–4, 1–1) | Kína | Dvorana Velesajam, Zágráb Nézőszám: 22 |

| Jegyzőkönyv | Jegyzőkönyv  | Jegyzőkönyv                 | Jegyzőkönyv  | Jegyzőkönyv                                                            |
| --- | ------------ | --------------------------- | ------------ | ---------------------------------------------------------------------- |
| | Vito Nikolić | Kapusok                     | Yongli Ouban | Játékvezető: Bartosz Kaczmarek Vonalbírók: Anže Bergant Barnabás Fényi |
| \| \| 0–1 \| 25:09 – Shen (Wang, Ye) \| \| \| 0–2 \| 29:27 – Jian (Zhang, Yuan) \| \| \| 0–3 \| 31:04 – Fu J. (Jieke) (PP) \| \| \| 0–4 \| 36:34 – Fu J. (Zhou, Ruian) \| \| \| 0–5 \| 44:25 – Jieke (Jian, Zhou) \| \| Fičur (Šakić, Tadić) – 52:36 \| 1–5 \| \| |              |                             |              | Játékvezető: Bartosz Kaczmarek Vonalbírók: Anže Bergant Barnabás Fényi |
| 6 perc | Büntetések   | 4 perc                      |              | Játékvezető: Bartosz Kaczmarek Vonalbírók: Anže Bergant Barnabás Fényi |
| 23 | Lövések      | 40                          |              | Játékvezető: Bartosz Kaczmarek Vonalbírók: Anže Bergant Barnabás Fényi |
| | 0–1          | 25:09 – Shen (Wang, Ye)     |              | Játékvezető: Bartosz Kaczmarek Vonalbírók: Anže Bergant Barnabás Fényi |
| | 0–2          | 29:27 – Jian (Zhang, Yuan)  |              | Játékvezető: Bartosz Kaczmarek Vonalbírók: Anže Bergant Barnabás Fényi |
| | 0–3          | 31:04 – Fu J. (Jieke) (PP)  |              | Játékvezető: Bartosz Kaczmarek Vonalbírók: Anže Bergant Barnabás Fényi |
| | 0–4          | 36:34 – Fu J. (Zhou, Ruian) |              |                                                                        |
| | 0–5          | 44:25 – Jieke (Jian, Zhou)  |              |                                                                        |
| Fičur (Šakić, Tadić) – 52:36 | 1–5          |                             |              |                                                                        |

| 2022. április 30. 16:00 | Spanyolország | 1–4 (1–0, 0–1, 0–3) | Kína | Dvorana Velesajam, Zágráb Nézőszám: 12 |

| Jegyzőkönyv | Jegyzőkönyv | Jegyzőkönyv                     | Jegyzőkönyv  | Jegyzőkönyv                                                              |
| --- | ----------- | ------------------------------- | ------------ | ------------------------------------------------------------------------ |
| | Raul Barbo  | Kapusok                         | Yongli Ouban | Játékvezető: Martin Christensen Vonalbírók: Barnabás Fényi Marko Šaković |
| \| Capillas (Granell, Meyerson) – 07:23 \| 1–0 \| \| \| \| 1–1 \| 38:25 – Ye (Zhou) \| \| \| 1–2 \| 44:17 – Luo (Jieke, Fu S.) \| \| \| 1–3 \| 44:57 – Ye (Fu J., Ruian) (PP) \| \| \| 1–4 \| 58:59 – Luo (Fu J., Fu S.) (EN) \| |             |                                 |              | Játékvezető: Martin Christensen Vonalbírók: Barnabás Fényi Marko Šaković |
| 2 perc | Büntetések  | 33 perc                         |              | Játékvezető: Martin Christensen Vonalbírók: Barnabás Fényi Marko Šaković |
| 33 | Lövések     | 34                              |              | Játékvezető: Martin Christensen Vonalbírók: Barnabás Fényi Marko Šaković |
| Capillas (Granell, Meyerson) – 07:23 | 1–0         |                                 |              | Játékvezető: Martin Christensen Vonalbírók: Barnabás Fényi Marko Šaković |
| | 1–1         | 38:25 – Ye (Zhou)               |              | Játékvezető: Martin Christensen Vonalbírók: Barnabás Fényi Marko Šaković |
| | 1–2         | 44:17 – Luo (Jieke, Fu S.)      |              | Játékvezető: Martin Christensen Vonalbírók: Barnabás Fényi Marko Šaković |
| | 1–3         | 44:57 – Ye (Fu J., Ruian) (PP)  |              |                                                                          |
| | 1–4         | 58:59 – Luo (Fu J., Fu S.) (EN) |              |                                                                          |

| 2022. április 30. 19:45 | Hollandia | 6–2 (2–0, 2–2, 2–0) | Horvátország | Dvorana Velesajam, Zágráb Nézőszám: 23 |

| Jegyzőkönyv | Jegyzőkönyv       | Jegyzőkönyv                               | Jegyzőkönyv    | Jegyzőkönyv                                                           |
| --- | ----------------- | ----------------------------------------- | -------------- | --------------------------------------------------------------------- |
| | Ruud Leeuwesteijn | Kapusok                                   | Vilim Rosandić | Játékvezető: Vitalijus Sevruk Vonalbírók: Anže Bergant Ľudovít Šoltés |
| \| Van der Schuit (Van Gorp) – 03:14 \| 1–0 \| \| \| Stempher (Verschuren, Van der Schuit) (PP) – 11:09 \| 2–0 \| \| \| \| 2–1 \| 30:54 – Marinković (Dobrić, Brenčun) (PP) \| \| Stempher (Verschuren) – 31:26 \| 3–1 \| \| \| Verschuren (Muller, Verkiel) – 33:15 \| 4–1 \| \| \| \| 4–2 \| 37:41 – Idzan \| \| Verkiel (Sikma) (SH) – 49:53 \| 5–2 \| \| \| Collard (Heutmekers, Verkiel) – 55:36 \| 6–2 \| \| |                   |                                           |                | Játékvezető: Vitalijus Sevruk Vonalbírók: Anže Bergant Ľudovít Šoltés |
| 10 perc | Büntetések        | 8 perc                                    |                | Játékvezető: Vitalijus Sevruk Vonalbírók: Anže Bergant Ľudovít Šoltés |
| 38 | Lövések           | 30                                        |                | Játékvezető: Vitalijus Sevruk Vonalbírók: Anže Bergant Ľudovít Šoltés |
| Van der Schuit (Van Gorp) – 03:14 | 1–0               |                                           |                | Játékvezető: Vitalijus Sevruk Vonalbírók: Anže Bergant Ľudovít Šoltés |
| Stempher (Verschuren, Van der Schuit) (PP) – 11:09 | 2–0               |                                           |                | Játékvezető: Vitalijus Sevruk Vonalbírók: Anže Bergant Ľudovít Šoltés |
| | 2–1               | 30:54 – Marinković (Dobrić, Brenčun) (PP) |                | Játékvezető: Vitalijus Sevruk Vonalbírók: Anže Bergant Ľudovít Šoltés |
| Stempher (Verschuren) – 31:26 | 3–1               |                                           |                |                                                                       |
| Verschuren (Muller, Verkiel) – 33:15 | 4–1               |                                           |                |                                                                       |
| | 4–2               | 37:41 – Idzan                             |                |                                                                       |
| Verkiel (Sikma) (SH) – 49:53 | 5–2               |                                           |                |                                                                       |
| Collard (Heutmekers, Verkiel) – 55:36 | 6–2               |                                           |                |                                                                       |

## B csoport

### Résztvevők
| Csapat    | Kvalifikáció                                     |
| --------- | ------------------------------------------------ |
| Belgium   | a 2019-es divízió II/A 6. helyezettje, kiesett.  |
| Izland    | Rendező, a 2019-es divízió II/B 2. helyezettje.  |
| Új-Zéland | A 2019-es divízió II/B 3. helyezettje.           |
| Grúzia    | A 2019-es divízió II/B 4. helyezettje.           |
| Mexikó    | A 2019-es divízió II/B 5. helyezettje.           |
| Grúzia    | A 2019-es divízió III 1. helyezettje, feljutott. |

### Tabella
| Hely. | Csapat     | M | Gy | HGy | HV | V | G+ | G– | Gk  | P  | Feljutás vagy kiesés        |
| ----- | ---------- | - | -- | --- | -- | - | -- | -- | --- | -- | --------------------------- |
| 1.    | Izland (R) | 4 | 4  | 0   | 0  | 0 | 25 | 7  | +18 | 12 | Feljutott a divízió II A-be |
| 2.    | Grúzia     | 4 | 3  | 0   | 0  | 1 | 21 | 11 | +10 | 9  | Feljutott a divízió II A-be |
| 3.    | Belgium    | 4 | 2  | 0   | 0  | 2 | 22 | 8  | +14 | 6  |                             |
| 4.    | Bulgária   | 4 | 1  | 0   | 0  | 3 | 11 | 33 | −22 | 3  |                             |
| 5.    | Mexikó     | 4 | 0  | 0   | 0  | 4 | 4  | 24 | −20 | 0  |                             |
| 6.    | Új-Zéland  | 0 | 0  | 0   | 0  | 0 | 0  | 0  | 0   | 0  | Visszalépett                |

1. ↑  Új-Zéland 2022. február 2-án visszalépett a Covid19-pandémia miatt.[4]

### Mérkőzések
A mérkőzések kezdési időpontjai helyi idő szerint (UTC±0) értendők.
| 2022. április 18. 16:30 | Bulgária | 2–10 (1–2, 0–4, 1–4) | Izland | Laugardalshöll, Reykjavík Nézőszám: 500 |

| Jegyzőkönyv | Jegyzőkönyv                          | Jegyzőkönyv                                     | Jegyzőkönyv       | Jegyzőkönyv                                                        |
| --- | ------------------------------------ | ----------------------------------------------- | ----------------- | ------------------------------------------------------------------ |
| | Dimitar Dimitrov Andrea Karabadjakov | Kapusok                                         | Jakob Jóhannesson | Játékvezető: Andrew Dalton Vonalbírók: Wayne Gerth Herman Johansen |
| \| \| 0–1 \| 04:00 – Atlason (Arnarsson, Kristveigarson) \| \| \| 0–2 \| 13:58 – Arason (Leifsson) (PP) \| \| Georgiev (Vasilev) – 16:43 \| 1–2 \| \| \| \| 1–3 \| 25:50 – Sigurðsson (Sigurðarson) \| \| \| 1–4 \| 27:01 – Mikaelsson (Leifsson, Sigrúnarson) (PP) \| \| \| 1–5 \| 32:13 – Skúlason \| \| \| 1–6 \| 37:04 – Orongan (Sigurðsson, Sigurðarson) \| \| Dikov (Georgiev) – 49:58 \| 2–6 \| \| \| \| 2–7 \| 55:46 – Sigurðarson (Orongan, Arnarsson) (PP) \| \| \| 2–8 \| 56:58 – Leifsson (Sigrúnarson, Mikaelsson) \| \| \| 2–9 \| 58:34 – Jóhannsson (Rúnarsson, Eggertsson) (PP) \| \| \| 2–10 \| 59:46 – Sigurðsson (Skúlason, Sigurðarson) (PP) \| |                                      |                                                 |                   | Játékvezető: Andrew Dalton Vonalbírók: Wayne Gerth Herman Johansen |
| 37 perc | Büntetések                           | 12 perc                                         |                   | Játékvezető: Andrew Dalton Vonalbírók: Wayne Gerth Herman Johansen |
| 18 | Lövések                              | 56                                              |                   | Játékvezető: Andrew Dalton Vonalbírók: Wayne Gerth Herman Johansen |
| | 0–1                                  | 04:00 – Atlason (Arnarsson, Kristveigarson)     |                   | Játékvezető: Andrew Dalton Vonalbírók: Wayne Gerth Herman Johansen |
| | 0–2                                  | 13:58 – Arason (Leifsson) (PP)                  |                   | Játékvezető: Andrew Dalton Vonalbírók: Wayne Gerth Herman Johansen |
| Georgiev (Vasilev) – 16:43 | 1–2                                  |                                                 |                   | Játékvezető: Andrew Dalton Vonalbírók: Wayne Gerth Herman Johansen |
| | 1–3                                  | 25:50 – Sigurðsson (Sigurðarson)                |                   |                                                                    |
| | 1–4                                  | 27:01 – Mikaelsson (Leifsson, Sigrúnarson) (PP) |                   |                                                                    |
| | 1–5                                  | 32:13 – Skúlason                                |                   |                                                                    |
| | 1–6                                  | 37:04 – Orongan (Sigurðsson, Sigurðarson)       |                   |                                                                    |
| Dikov (Georgiev) – 49:58 | 2–6                                  |                                                 |                   |                                                                    |
| | 2–7                                  | 55:46 – Sigurðarson (Orongan, Arnarsson) (PP)   |                   |                                                                    |
| | 2–8                                  | 56:58 – Leifsson (Sigrúnarson, Mikaelsson)      |                   |                                                                    |
| | 2–9                                  | 58:34 – Jóhannsson (Rúnarsson, Eggertsson) (PP) |                   |                                                                    |
| | 2–10                                 | 59:46 – Sigurðsson (Skúlason, Sigurðarson) (PP) |                   |                                                                    |

| 2022. április 18. 20:00 | Belgium | 3–4 (2–3, 1–0, 0–1) | Grúzia | Laugardalshöll, Reykjavík Nézőszám: 70 |

| Jegyzőkönyv | Jegyzőkönyv        | Jegyzőkönyv                                 | Jegyzőkönyv     | Jegyzőkönyv                                                         |
| --- | ------------------ | ------------------------------------------- | --------------- | ------------------------------------------------------------------- |
| | Kevin Van Looveren | Kapusok                                     | Mikhail Fofanov | Játékvezető: Jos Korte Vonalbírók: Óli Gunnarsson Sindri Gunnarsson |
| \| \| 0–1 \| 03:00 – Bukiya (Romanov, Kurbatov) (PP) \| \| Blockx (James) (PP) – 08:06 \| 1–1 \| \| \| Henry (De Smet, Verelst) (PP) – 09:12 \| 2–1 \| \| \| \| 2–2 \| 12:11 – Kireev (Belomoin, Potazhevich) (PP) \| \| \| 2–3 \| 19:22 – Karelin (Kurbatov) (PP2) \| \| De Smet (Verelst, Goris) – 34:43 \| 3–3 \| \| \| \| 3–4 \| 51:03 – Romanov (Karelin, Kurbatov) (PP) \| |                    |                                             |                 | Játékvezető: Jos Korte Vonalbírók: Óli Gunnarsson Sindri Gunnarsson |
| 16 perc | Büntetések         | 6 perc                                      |                 | Játékvezető: Jos Korte Vonalbírók: Óli Gunnarsson Sindri Gunnarsson |
| 36 | Lövések            | 29                                          |                 | Játékvezető: Jos Korte Vonalbírók: Óli Gunnarsson Sindri Gunnarsson |
| | 0–1                | 03:00 – Bukiya (Romanov, Kurbatov) (PP)     |                 | Játékvezető: Jos Korte Vonalbírók: Óli Gunnarsson Sindri Gunnarsson |
| Blockx (James) (PP) – 08:06 | 1–1                |                                             |                 | Játékvezető: Jos Korte Vonalbírók: Óli Gunnarsson Sindri Gunnarsson |
| Henry (De Smet, Verelst) (PP) – 09:12 | 2–1                |                                             |                 | Játékvezető: Jos Korte Vonalbírók: Óli Gunnarsson Sindri Gunnarsson |
| | 2–2                | 12:11 – Kireev (Belomoin, Potazhevich) (PP) |                 |                                                                     |
| | 2–3                | 19:22 – Karelin (Kurbatov) (PP2)            |                 |                                                                     |
| De Smet (Verelst, Goris) – 34:43 | 3–3                |                                             |                 |                                                                     |
| | 3–4                | 51:03 – Romanov (Karelin, Kurbatov) (PP)    |                 |                                                                     |

| 2022. április 19. 18:00 | Mexikó | 2–6 (2–2, 0–4, 0–0) | Bulgária | Laugardalshöll, Reykjavík Nézőszám: 100 |

| Jegyzőkönyv | Jegyzőkönyv                           | Jegyzőkönyv                            | Jegyzőkönyv      | Jegyzőkönyv                                                       |
| --- | ------------------------------------- | -------------------------------------- | ---------------- | ----------------------------------------------------------------- |
| | Marcello de Antuñano Richard Albrecht | Kapusok                                | Dimitar Dimitrov | Játékvezető: Julien Peyre Vonalbírók: Andrew Cook Herman Johansen |
| \| Majul (Samperio) – 06:40 \| 1–0 \| \| \| \| 1–1 \| 07:09 – Vasilev (Dikov, Georgiev) (PP) \| \| Chávez (Pérez, Ugarte) (PP) – 13:13 \| 2–1 \| \| \| \| 2–2 \| 14:51 – Dikov (Vasilev) \| \| \| 2–3 \| 26:36 – M. Nikolov (Atanasov) (PP) \| \| \| 2–4 \| 30:48 – M. Nikolov (Atanasov) \| \| \| 2–5 \| 33:13 – Nakov (Atanasov, M. Nikolov) \| \| \| 2–6 \| 37:39 – Georgiev (Dikov) \| |                                       |                                        |                  | Játékvezető: Julien Peyre Vonalbírók: Andrew Cook Herman Johansen |
| 8 perc | Büntetések                            | 12 perc                                |                  | Játékvezető: Julien Peyre Vonalbírók: Andrew Cook Herman Johansen |
| 34 | Lövések                               | 29                                     |                  | Játékvezető: Julien Peyre Vonalbírók: Andrew Cook Herman Johansen |
| Majul (Samperio) – 06:40 | 1–0                                   |                                        |                  | Játékvezető: Julien Peyre Vonalbírók: Andrew Cook Herman Johansen |
| | 1–1                                   | 07:09 – Vasilev (Dikov, Georgiev) (PP) |                  | Játékvezető: Julien Peyre Vonalbírók: Andrew Cook Herman Johansen |
| Chávez (Pérez, Ugarte) (PP) – 13:13 | 2–1                                   |                                        |                  | Játékvezető: Julien Peyre Vonalbírók: Andrew Cook Herman Johansen |
| | 2–2                                   | 14:51 – Dikov (Vasilev)                |                  |                                                                   |
| | 2–3                                   | 26:36 – M. Nikolov (Atanasov) (PP)     |                  |                                                                   |
| | 2–4                                   | 30:48 – M. Nikolov (Atanasov)          |                  |                                                                   |
| | 2–5                                   | 33:13 – Nakov (Atanasov, M. Nikolov)   |                  |                                                                   |
| | 2–6                                   | 37:39 – Georgiev (Dikov)               |                  |                                                                   |

| 2022. április 20. 16:30 | Izland | 5–2 (1–0, 3–1, 1–1) | Grúzia | Laugardalshöll, Reykjavík Nézőszám: 357 |

| Jegyzőkönyv | Jegyzőkönyv       | Jegyzőkönyv                                  | Jegyzőkönyv                    | Jegyzőkönyv                                                         |
| --- | ----------------- | -------------------------------------------- | ------------------------------ | ------------------------------------------------------------------- |
| | Jóhann Ragnarsson | Kapusok                                      | Mikhail Fofanov Andrey Ilyenko | Játékvezető: Julien Peyre Vonalbírók: Andrew Cook Sindri Gunnarsson |
| \| Arnarsson (Skúlason) – 05:52 \| 1–0 \| \| \| Arason (Leifsson, Mikaelsson) (PP) – 20:29 \| 2–0 \| \| \| \| 2–1 \| 24:54 – Kireev (Bukiya, Potazhevich) (PP) \| \| Sigurðarson (Sigurðsson) (PP2) – 27:04 \| 3–1 \| \| \| Mikaelsson (Rúnarsson, Arason) (PP) – 28:04 \| 4–1 \| \| \| \| 4–2 \| 46:24 – Karelin (Kozyulin, Potazhevich) (PP) \| \| Sigurðarson (Orongan) (PP) – 51:48 \| 5–2 \| \| |                   |                                              |                                | Játékvezető: Julien Peyre Vonalbírók: Andrew Cook Sindri Gunnarsson |
| 21 perc | Büntetések        | 49 perc                                      |                                | Játékvezető: Julien Peyre Vonalbírók: Andrew Cook Sindri Gunnarsson |
| 48 | Lövések           | 32                                           |                                | Játékvezető: Julien Peyre Vonalbírók: Andrew Cook Sindri Gunnarsson |
| Arnarsson (Skúlason) – 05:52 | 1–0               |                                              |                                | Játékvezető: Julien Peyre Vonalbírók: Andrew Cook Sindri Gunnarsson |
| Arason (Leifsson, Mikaelsson) (PP) – 20:29 | 2–0               |                                              |                                | Játékvezető: Julien Peyre Vonalbírók: Andrew Cook Sindri Gunnarsson |
| | 2–1               | 24:54 – Kireev (Bukiya, Potazhevich) (PP)    |                                | Játékvezető: Julien Peyre Vonalbírók: Andrew Cook Sindri Gunnarsson |
| Sigurðarson (Sigurðsson) (PP2) – 27:04 | 3–1               |                                              |                                |                                                                     |
| Mikaelsson (Rúnarsson, Arason) (PP) – 28:04 | 4–1               |                                              |                                |                                                                     |
| | 4–2               | 46:24 – Karelin (Kozyulin, Potazhevich) (PP) |                                |                                                                     |
| Sigurðarson (Orongan) (PP) – 51:48 | 5–2               |                                              |                                |                                                                     |

| 2022. április 20. 20:00 | Mexikó | 1–6 (0–1, 0–4, 1–1) | Belgium | Laugardalshöll, Reykjavík |

| Jegyzőkönyv | Jegyzőkönyv                           | Jegyzőkönyv                                  | Jegyzőkönyv  | Jegyzőkönyv                                                       |
| --- | ------------------------------------- | -------------------------------------------- | ------------ | ----------------------------------------------------------------- |
| | Richard Albrecht Marcello de Antuñano | Kapusok                                      | Arne Waumans | Játékvezető: Andrew Dalton Vonalbírók: Wayne Gerth Óli Gunnarsson |
| \| \| 0–1 \| 08:49 – Coolen (De Ceuster) \| \| \| 0–2 \| 21:13 – De Ceuster (Darques) \| \| \| 0–3 \| 24:20 – Van Den Bosch (Paulus, Neven) \| \| \| 0–4 \| 30:39 – James (Versin) \| \| \| 0–5 \| 32:10 – Van Den Bosch (Kolodziejczyk, Goris) \| \| Díaz (Zuverza, Ortiz) – 47:12 \| 1–5 \| \| \| \| 1–6 \| 51:09 – Versin (Blockx, Neven) \| |                                       |                                              |              | Játékvezető: Andrew Dalton Vonalbírók: Wayne Gerth Óli Gunnarsson |
| 14 perc | Büntetések                            | 8 perc                                       |              | Játékvezető: Andrew Dalton Vonalbírók: Wayne Gerth Óli Gunnarsson |
| 17 | Lövések                               | 54                                           |              | Játékvezető: Andrew Dalton Vonalbírók: Wayne Gerth Óli Gunnarsson |
| | 0–1                                   | 08:49 – Coolen (De Ceuster)                  |              | Játékvezető: Andrew Dalton Vonalbírók: Wayne Gerth Óli Gunnarsson |
| | 0–2                                   | 21:13 – De Ceuster (Darques)                 |              | Játékvezető: Andrew Dalton Vonalbírók: Wayne Gerth Óli Gunnarsson |
| | 0–3                                   | 24:20 – Van Den Bosch (Paulus, Neven)        |              | Játékvezető: Andrew Dalton Vonalbírók: Wayne Gerth Óli Gunnarsson |
| | 0–4                                   | 30:39 – James (Versin)                       |              |                                                                   |
| | 0–5                                   | 32:10 – Van Den Bosch (Kolodziejczyk, Goris) |              |                                                                   |
| Díaz (Zuverza, Ortiz) – 47:12 | 1–5                                   |                                              |              |                                                                   |
| | 1–6                                   | 51:09 – Versin (Blockx, Neven)               |              |                                                                   |

| 2022. április 21. 18:00 | Bulgária | 0–11 (0–3, 0–3, 0–5) | Belgium | Laugardalshöll, Reykjavík Nézőszám: 37 |

| Jegyzőkönyv | Jegyzőkönyv                          | Jegyzőkönyv                               | Jegyzőkönyv  | Jegyzőkönyv                                                       |
| --- | ------------------------------------ | ----------------------------------------- | ------------ | ----------------------------------------------------------------- |
| | Dimitar Dimitrov Andrea Karabadjakov | Kapusok                                   | Arne Waumans | Játékvezető: Andrew Dalton Vonalbírók: Wayne Gerth Óli Gunnarsson |
| \| \| 0–1 \| 06:11 – James (Versin) \| \| \| 0–2 \| 12:38 – Neven (Coolen, Blockx) (PP) \| \| \| 0–3 \| 19:55 – Henry (Bogaerts, Verelst) \| \| \| 0–4 \| 26:39 – De Smet (Verelst) \| \| \| 0–5 \| 31:52 – De Smet (Goris, Henry) (PP) \| \| \| 0–6 \| 38:04 – Cuylaerts (De Ceuster, Coolen) \| \| \| 0–7 \| 44:32 – De Ceuster (Goris, Coolen) \| \| \| 0–8 \| 52:36 – Coolen (James, Neven) (PP) \| \| \| 0–9 \| 56:42 – James (Neven, Coolen) (PP2) \| \| \| 0–10 \| 59:20 – Coolen (Boni, Van Den Bosch) (PP) \| \| \| 0–11 \| 59:52 – Kolodziejczyk \| |                                      |                                           |              | Játékvezető: Andrew Dalton Vonalbírók: Wayne Gerth Óli Gunnarsson |
| 16 perc | Büntetések                           | 4 perc                                    |              | Játékvezető: Andrew Dalton Vonalbírók: Wayne Gerth Óli Gunnarsson |
| 12 | Lövések                              | 59                                        |              | Játékvezető: Andrew Dalton Vonalbírók: Wayne Gerth Óli Gunnarsson |
| | 0–1                                  | 06:11 – James (Versin)                    |              | Játékvezető: Andrew Dalton Vonalbírók: Wayne Gerth Óli Gunnarsson |
| | 0–2                                  | 12:38 – Neven (Coolen, Blockx) (PP)       |              | Játékvezető: Andrew Dalton Vonalbírók: Wayne Gerth Óli Gunnarsson |
| | 0–3                                  | 19:55 – Henry (Bogaerts, Verelst)         |              | Játékvezető: Andrew Dalton Vonalbírók: Wayne Gerth Óli Gunnarsson |
| | 0–4                                  | 26:39 – De Smet (Verelst)                 |              |                                                                   |
| | 0–5                                  | 31:52 – De Smet (Goris, Henry) (PP)       |              |                                                                   |
| | 0–6                                  | 38:04 – Cuylaerts (De Ceuster, Coolen)    |              |                                                                   |
| | 0–7                                  | 44:32 – De Ceuster (Goris, Coolen)        |              |                                                                   |
| | 0–8                                  | 52:36 – Coolen (James, Neven) (PP)        |              |                                                                   |
| | 0–9                                  | 56:42 – James (Neven, Coolen) (PP2)       |              |                                                                   |
| | 0–10                                 | 59:20 – Coolen (Boni, Van Den Bosch) (PP) |              |                                                                   |
| | 0–11                                 | 59:52 – Kolodziejczyk                     |              |                                                                   |

| 2022. április 22. 16:30 | Grúzia | 10–3 (2–1, 1–2, 7–0) | Bulgária | Laugardalshöll, Reykjavík Nézőszám: 37 |

| Jegyzőkönyv | Jegyzőkönyv                    | Jegyzőkönyv                            | Jegyzőkönyv                          | Jegyzőkönyv                                                    |
| --- | ------------------------------ | -------------------------------------- | ------------------------------------ | -------------------------------------------------------------- |
| | Mikhail Fofanov Andrey Ilyenko | Kapusok                                | Dimitar Dimitrov Andrea Karabadjakov | Játékvezető: Andrew Dalton Vonalbírók: Andrew Cook Wayne Gerth |
| \| Bukiya (Kochkin, Kireev) – 05:16 \| 1–0 \| \| \| \| 1–1 \| 06:13 – Vasilev (Dikov) \| \| Karelin (Romanov) – 19:14 \| 2–1 \| \| \| \| 2–2 \| 20:38 – Georgiev (Atanasov) \| \| Kharizov (Shvetsov) – 21:54 \| 3–2 \| \| \| \| 3–3 \| 35:27 – Vasilev (Dikov, Georgiev) (PP) \| \| Karelin (Bukiya) – 49:30 \| 4–3 \| \| \| Karelin – 50:56 \| 5–3 \| \| \| Bukiya (Karelin) – 51:12 \| 6–3 \| \| \| Bukiya (Romanov, Tsomaia) – 51:32 \| 7–3 \| \| \| Vasilchenko (Kochkin, Kharizov) – 52:08 \| 8–3 \| \| \| Karelin (Bukiya) – 52:25 \| 9–3 \| \| \| Bukiya (Karelin) – 58:55 \| 10–3 \| \| |                                |                                        |                                      | Játékvezető: Andrew Dalton Vonalbírók: Andrew Cook Wayne Gerth |
| 33 perc | Büntetések                     | 53 perc                                |                                      | Játékvezető: Andrew Dalton Vonalbírók: Andrew Cook Wayne Gerth |
| 71 | Lövések                        | 32                                     |                                      | Játékvezető: Andrew Dalton Vonalbírók: Andrew Cook Wayne Gerth |
| Bukiya (Kochkin, Kireev) – 05:16 | 1–0                            |                                        |                                      | Játékvezető: Andrew Dalton Vonalbírók: Andrew Cook Wayne Gerth |
| | 1–1                            | 06:13 – Vasilev (Dikov)                |                                      | Játékvezető: Andrew Dalton Vonalbírók: Andrew Cook Wayne Gerth |
| Karelin (Romanov) – 19:14 | 2–1                            |                                        |                                      | Játékvezető: Andrew Dalton Vonalbírók: Andrew Cook Wayne Gerth |
| | 2–2                            | 20:38 – Georgiev (Atanasov)            |                                      |                                                                |
| Kharizov (Shvetsov) – 21:54 | 3–2                            |                                        |                                      |                                                                |
| | 3–3                            | 35:27 – Vasilev (Dikov, Georgiev) (PP) |                                      |                                                                |
| Karelin (Bukiya) – 49:30 | 4–3                            |                                        |                                      |                                                                |
| Karelin – 50:56 | 5–3                            |                                        |                                      |                                                                |
| Bukiya (Karelin) – 51:12 | 6–3                            |                                        |                                      |                                                                |
| Bukiya (Romanov, Tsomaia) – 51:32 | 7–3                            |                                        |                                      |                                                                |
| Vasilchenko (Kochkin, Kharizov) – 52:08 | 8–3                            |                                        |                                      |                                                                |
| Karelin (Bukiya) – 52:25 | 9–3                            |                                        |                                      |                                                                |
| Bukiya (Karelin) – 58:55 | 10–3                           |                                        |                                      |                                                                |

| 2022. április 22. 20:00 | Izland | 7–1 (2–0, 2–1, 3–0) | Mexikó | Laugardalshöll, Reykjavík Nézőszám: 678 |

| Jegyzőkönyv | Jegyzőkönyv       | Jegyzőkönyv                       | Jegyzőkönyv      | Jegyzőkönyv                                                       |
| --- | ----------------- | --------------------------------- | ---------------- | ----------------------------------------------------------------- |
| | Jakob Jóhannesson | Kapusok                           | Richard Albrecht | Játékvezető: Jos Korte Vonalbírók: Óli Gunnarsson Herman Johansen |
| \| Orongan (Sigurðarson) – 03:46 \| 1–0 \| \| \| Atlason (Sigurðarson, Arnarsson) (PP) – 19:56 \| 2–0 \| \| \| Sigrúnarson (Pálsson, Leifsson) – 23:28 \| 3–0 \| \| \| Leifsson (Arason, Mikaelsson) (PP) – 29:32 \| 4–0 \| \| \| \| 4–1 \| 39:40 – Majul (Pérez, Ortiz) (PP) \| \| Kristveigarson (Pálsson, Arnarsson) – 45:27 \| 5–1 \| \| \| Rúnarsson (Leifsson, Mikaelsson) (PP) – 46:20 \| 6–1 \| \| \| Mikaelsson (Sigrúnarson, Leifsson) – 56:59 \| 7–1 \| \| |                   |                                   |                  | Játékvezető: Jos Korte Vonalbírók: Óli Gunnarsson Herman Johansen |
| 8 perc | Büntetések        | 10 perc                           |                  | Játékvezető: Jos Korte Vonalbírók: Óli Gunnarsson Herman Johansen |
| 52 | Lövések           | 29                                |                  | Játékvezető: Jos Korte Vonalbírók: Óli Gunnarsson Herman Johansen |
| Orongan (Sigurðarson) – 03:46 | 1–0               |                                   |                  | Játékvezető: Jos Korte Vonalbírók: Óli Gunnarsson Herman Johansen |
| Atlason (Sigurðarson, Arnarsson) (PP) – 19:56 | 2–0               |                                   |                  | Játékvezető: Jos Korte Vonalbírók: Óli Gunnarsson Herman Johansen |
| Sigrúnarson (Pálsson, Leifsson) – 23:28 | 3–0               |                                   |                  | Játékvezető: Jos Korte Vonalbírók: Óli Gunnarsson Herman Johansen |
| Leifsson (Arason, Mikaelsson) (PP) – 29:32 | 4–0               |                                   |                  |                                                                   |
| | 4–1               | 39:40 – Majul (Pérez, Ortiz) (PP) |                  |                                                                   |
| Kristveigarson (Pálsson, Arnarsson) – 45:27 | 5–1               |                                   |                  |                                                                   |
| Rúnarsson (Leifsson, Mikaelsson) (PP) – 46:20 | 6–1               |                                   |                  |                                                                   |
| Mikaelsson (Sigrúnarson, Leifsson) – 56:59 | 7–1               |                                   |                  |                                                                   |

| 2022. április 23. 16:30 | Grúzia | 5–0 (3–0, 2–0, 0–0) | Mexikó | Laugardalshöll, Reykjavík Nézőszám: 43 |

| Jegyzőkönyv | Jegyzőkönyv     | Jegyzőkönyv | Jegyzőkönyv          | Jegyzőkönyv                                                            |
| --- | --------------- | ----------- | -------------------- | ---------------------------------------------------------------------- |
| | Mikhail Fofanov | Kapusok     | Marcello de Antuñano | Játékvezető: Julien Peyre Vonalbírók: Óli Gunnarsson Sindri Gunnarsson |
| \| Bukiya (Karelin) – 00:52 \| 1–0 \| \| \| Belomoin (Karelin, Bukiya) – 13:38 \| 2–0 \| \| \| Bukiya (Karelin, Belomoin) – 19:59 \| 3–0 \| \| \| Kurbatov (Shvetsov) – 33:35 \| 4–0 \| \| \| Potazhevich (Shvetsov, Kharizov) – 39:04 \| 5–0 \| \| |                 |             |                      | Játékvezető: Julien Peyre Vonalbírók: Óli Gunnarsson Sindri Gunnarsson |
| 8 perc | Büntetések      | 14 perc     |                      | Játékvezető: Julien Peyre Vonalbírók: Óli Gunnarsson Sindri Gunnarsson |
| 59 | Lövések         | 25          |                      | Játékvezető: Julien Peyre Vonalbírók: Óli Gunnarsson Sindri Gunnarsson |
| Bukiya (Karelin) – 00:52 | 1–0             |             |                      | Játékvezető: Julien Peyre Vonalbírók: Óli Gunnarsson Sindri Gunnarsson |
| Belomoin (Karelin, Bukiya) – 13:38 | 2–0             |             |                      | Játékvezető: Julien Peyre Vonalbírók: Óli Gunnarsson Sindri Gunnarsson |
| Bukiya (Karelin, Belomoin) – 19:59 | 3–0             |             |                      | Játékvezető: Julien Peyre Vonalbírók: Óli Gunnarsson Sindri Gunnarsson |
| Kurbatov (Shvetsov) – 33:35 | 4–0             |             |                      |                                                                        |
| Potazhevich (Shvetsov, Kharizov) – 39:04 | 5–0             |             |                      |                                                                        |

| 2022. április 23. 20:00 | Belgium | 2–3 (0–0, 1–2, 1–1) | Izland | Laugardalshöll, Reykjavík Nézőszám: 1120 |

| Jegyzőkönyv | Jegyzőkönyv  | Jegyzőkönyv                                   | Jegyzőkönyv       | Jegyzőkönyv                                                        |
| --- | ------------ | --------------------------------------------- | ----------------- | ------------------------------------------------------------------ |
| | Arne Waumans | Kapusok                                       | Jóhann Ragnarsson | Játékvezető: Andrew Dalton Vonalbírók: Andrew Cook Herman Johansen |
| \| De Ceuster (Coolen) – 27:55 \| 1–0 \| \| \| \| 1–1 \| 30:51 – Orongan (Arason, Ragnarsson) \| \| \| 1–2 \| 37:03 – Skúlason (Arason) \| \| \| 1–3 \| 54:03 – Orongan (Sigurðarson, Arnarsson) (PP) \| \| Neven (Verelst, James) (PP, EA) – 57:26 \| 2–3 \| \| |              |                                               |                   | Játékvezető: Andrew Dalton Vonalbírók: Andrew Cook Herman Johansen |
| 4 perc | Büntetések   | 6 perc                                        |                   | Játékvezető: Andrew Dalton Vonalbírók: Andrew Cook Herman Johansen |
| 46 | Lövések      | 26                                            |                   | Játékvezető: Andrew Dalton Vonalbírók: Andrew Cook Herman Johansen |
| De Ceuster (Coolen) – 27:55 | 1–0          |                                               |                   | Játékvezető: Andrew Dalton Vonalbírók: Andrew Cook Herman Johansen |
| | 1–1          | 30:51 – Orongan (Arason, Ragnarsson)          |                   | Játékvezető: Andrew Dalton Vonalbírók: Andrew Cook Herman Johansen |
| | 1–2          | 37:03 – Skúlason (Arason)                     |                   | Játékvezető: Andrew Dalton Vonalbírók: Andrew Cook Herman Johansen |
| | 1–3          | 54:03 – Orongan (Sigurðarson, Arnarsson) (PP) |                   |                                                                    |
| Neven (Verelst, James) (PP, EA) – 57:26 | 2–3          |                                               |                   |                                                                    |